# ProRail
ProRail es la empresa administradora de la infraestructura ferroviaria en los Países Bajos.
ProRail surgió como consecuencia de la normativa europea que obligaba a diferenciar entre la actividad de mantenimiento de las infraestructuras ferroviarias, que es un monopolio natural, y el transporte propiamente dicho, que estaba obligado a admitir competencia.

## Organización
Prorail es parte de NS Railinfratrust (el propietario de la infraestructura ferroviaria neerlandesa) y se compone de las siguientes divisiones:
- Railinfrabeheer: Gestión de la infraestructura ferroviaria.
- Railned: Asignación de capacidad y planificación hasta 52 horas antes del momento de inicio del servicio ferroviario.
- Railverkeersleiding: Control de tráfico y planificación en las últimas 52 horas antes del momento de inicio del servicio ferroviario.

La capacidad ferroviaria suministrados por ProRail es utilizada por varios operadores de transporte público. Entre otros: 
- El principal Nederlandse Spoorwegen (NS)
- Los más pequeños Arriva, Syntus, Veolia, NS HiSpeed y Connexxion
- Una las principales operadoras de Alemania: PP Regionalbahn Westfalen
- Operadores de carga, en particular, Railion ERS Railways y ACTS

## Financiación
ProRail se financia con un subsidio gubernamental y la tasa pagada por los operadores ferroviarios por uso de la infraestrucutra (llamada infraheffing). 